# Карпин (город в Германии)
Карпин (нем. Carpin) — община в Германии, в земле Мекленбург-Передняя Померания.
Входит в состав района Мекленбург-Штрелиц. Подчиняется управлению Нойстрелиц-Ланд. Население составляет 922 человека (на 31 декабря 2010 года). Занимает площадь 63,64 км².